# Kaufhauskanal
El Kaufhauskanal és un canal al port d'Harburg a l'estat federal alemany d'Hamburg que comença al Lotsekanal i que acaba en atzucac al carrer Seehafenstraße.
El canal és un dels més grans del port d'Harburg, com que a l'extrem meridional ja existia un magatzem comú koophuus o kaufhaus d'aleshores la ciutat independent d'Harburg. El canal va eixamplar-se de 1894 a 1895, junt amb el Lotsekanal, a la primera fase d'eixample del port d'Harburg. Avui ha perdut tot paper per al transport de mercaderies i va esdevenir un punt d'atracció al mig d'un desenvolupament urbanístic nou.

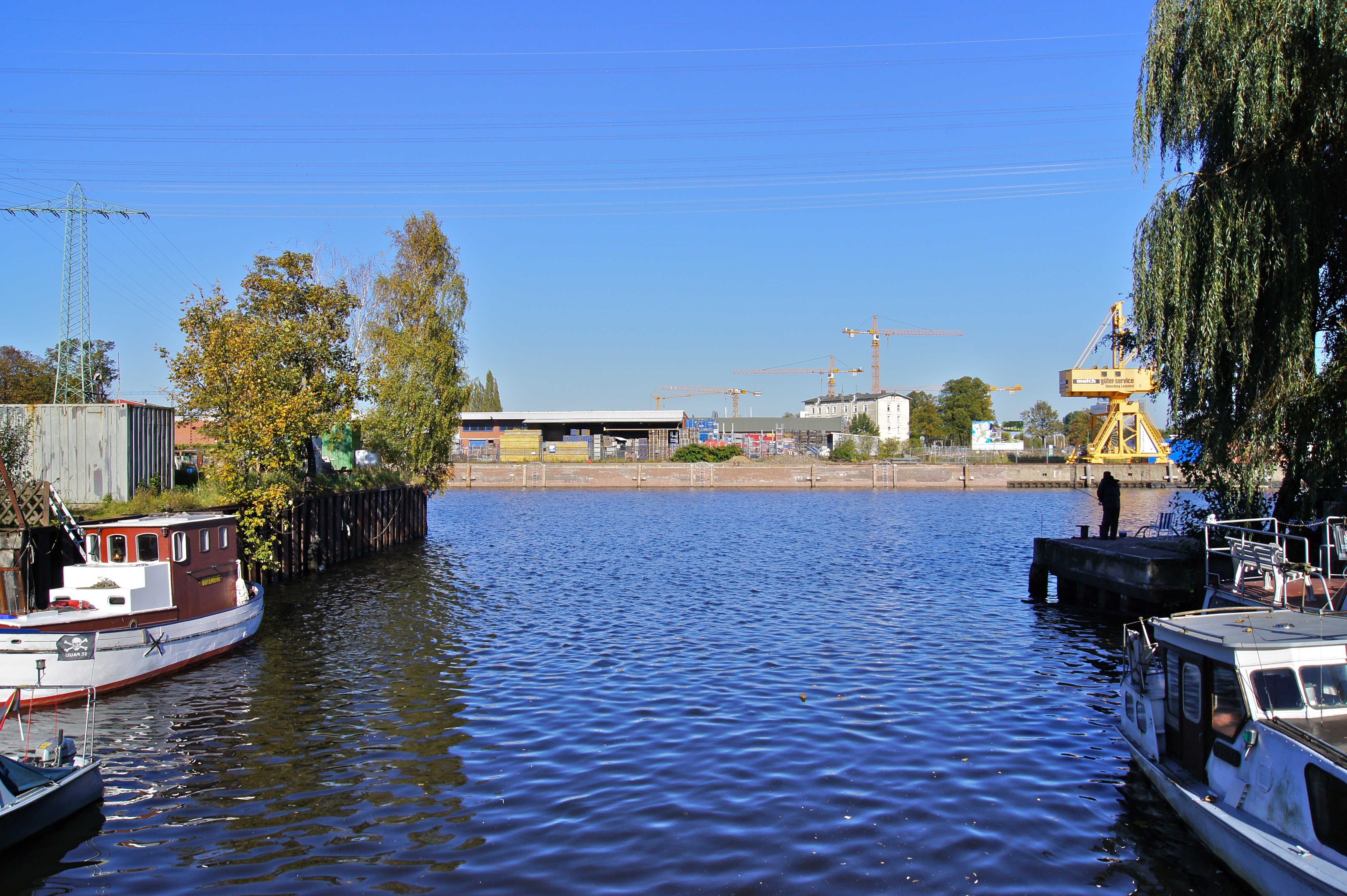
La desembocadura al Lotsekanal
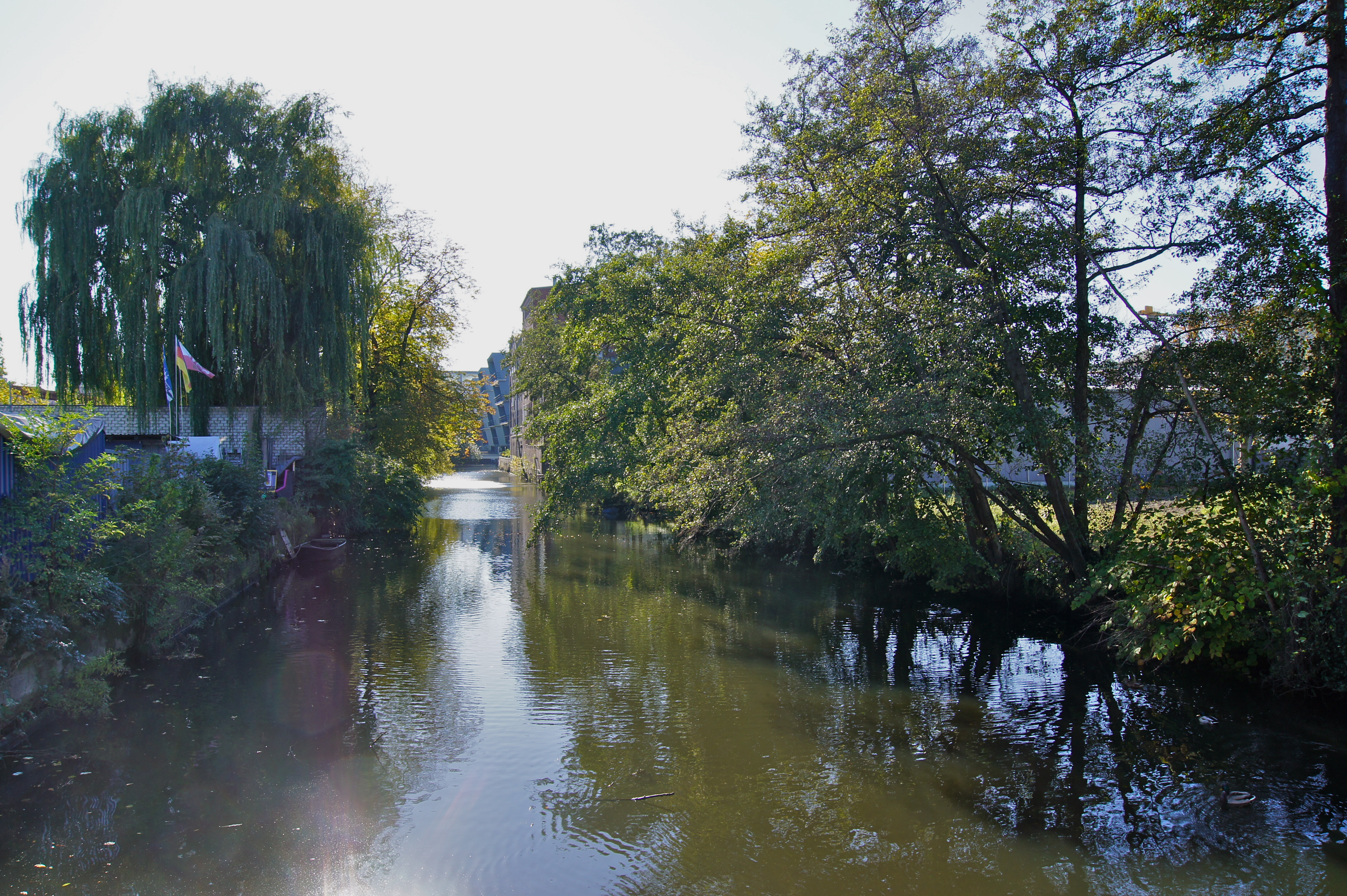
Despatxos nous al fons del canal desafectat
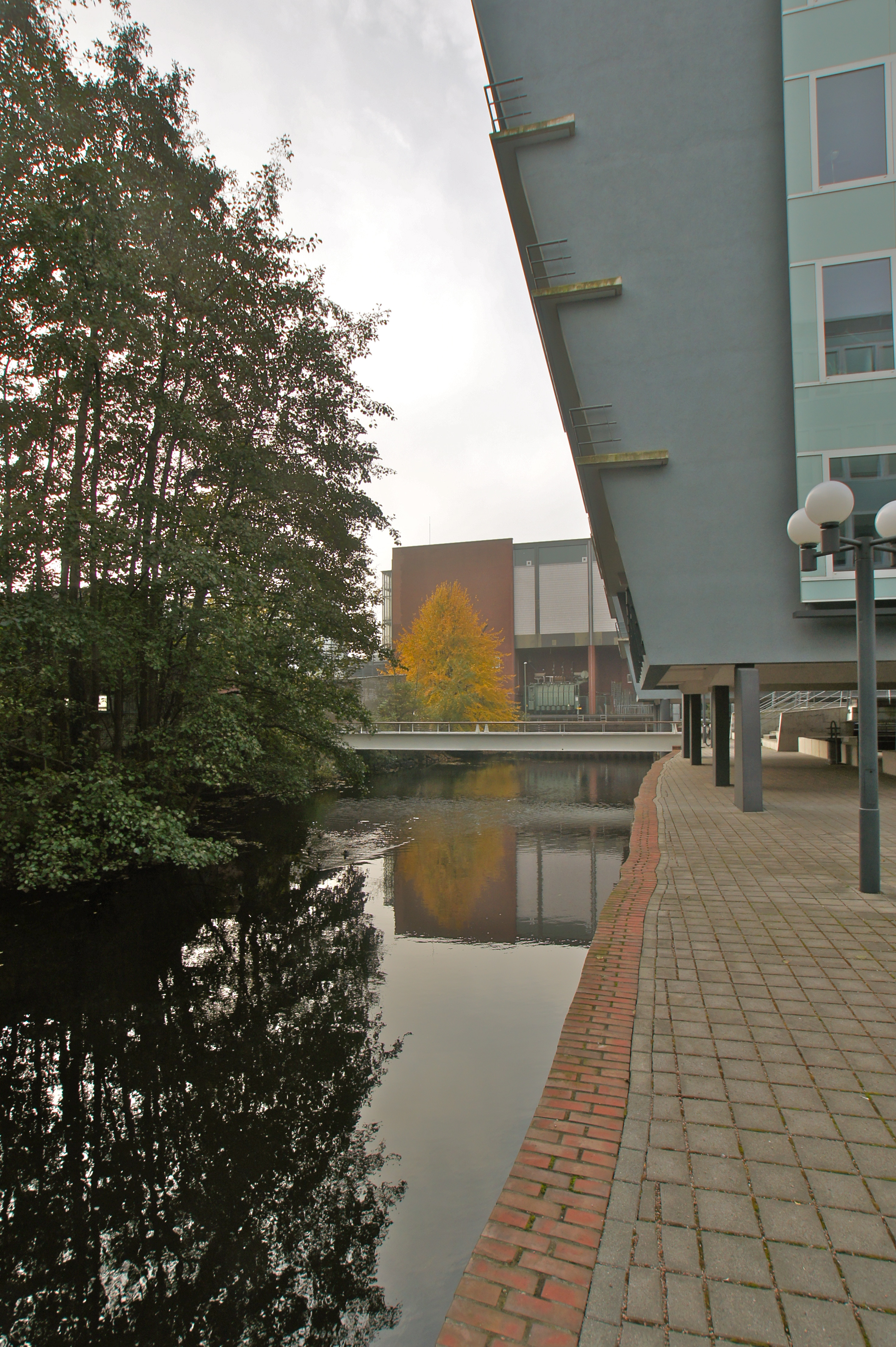
Pont de vianants a la punta meridional del canal